# Сутоморе

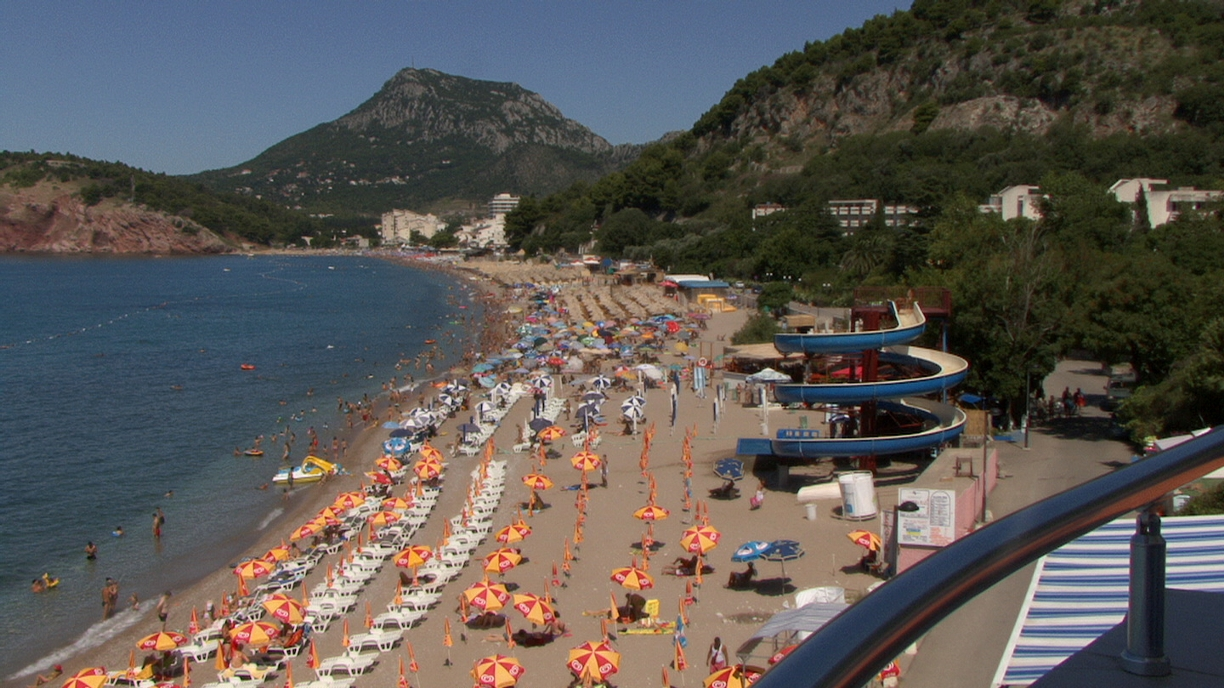
Пляж у Сутоморі

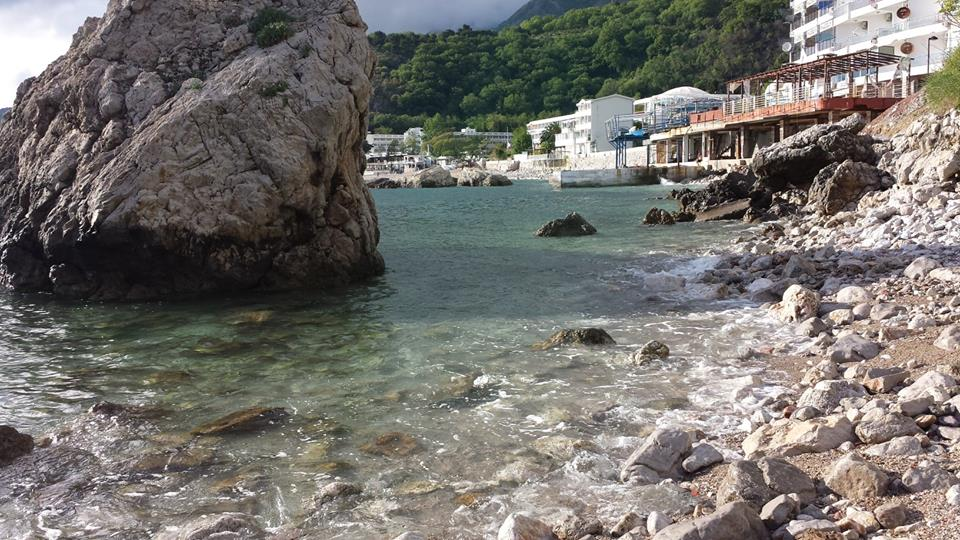
Вид на місто, з одного з пляжів

Сутоморе (серб. кир.: Сутоморе) — невелике прибережне містечко в муніципалітеті Бар, Чорногорія. За підсумками перепису 2011 року населення становило 2 004 особи.

## Історія
Точну дату утворення міста назвати складно. Історики вважають що перші поселенці прийшли на ці землі ще до нашої ери. Впродовж довгого періоду часу територією володіла Римська імперія. Кількома століттями пізніше, під час великого переселення народів тут оселилися слов'яни.
З 1420 по 1797 року місто перебувало під владою Венеційської республіки і належало до Венеційської Албанії, за винятком короткочасних османських окупацій.  В ці часи були побудовані багато відомих на весь світ пам'ятнок культури. Венеційці використовували місто здебільшого як курортну зону. Місцева знать будувувала тут для себе літні резиденції Тоді Сутоморе називали по-венеційські Spizza.
Коли в кінці XVI століття юрисдикція бенедиктинського монастиря Ратак зруйнувалася, почав посилюватися православний обряд в районі католицьких парафій Спіч (Сутоморе), Созіна та Кастель Ластва, які були під юрисдикцією цього монастиря. Православне духовенство та православні віруючі одночасно почали використовувати католицькі церкви цього району для своїх обрядів.
У XIX столітті містечко стало частиною імперії Габсбургів, а згодом Австро-Угорської імперії. У той час воно називалось Спіца, і це було найпівденніше поселення Імперії. Австрійський перепис населення 1910 року повідомляє, що у XX столітті на Спіцці проживали венеційськомовні сім'ї.
Як курорт сучасності, місто стало відомим та доступним в другій половині XX століття.

## Огляд
Сутоморе — туристично орієнтована громада. Це популярне місце відпочинку та курорт на вихідні дні, що приваблює туристів з Чорногорії та прилеглої області Балканського півострова. Він популярний своїми 2-кілометровими довгими піщаними пляжами і яскравим нічним життям.
Сутоморе розташоване на Адріатичному шосе (E65 / E80) та з'єднанується з Подгорицею та внутрішньою Чорногорією тунелем Созіна. Це також окрема зупинка на залізничному маршруті Белград — Бар. Також ходять потяги до Белграду . Простота доступу, місцезнаходження поряд із пляжем, зробили Сутоморе дуже популярним бюджетним місцем відпочинку. Однак велика кількість туристів, у поєднанні з неформальним та стихійним бумом забудови та відсутністю містобудування, сприяли хронічним проблемам дорожнього руху. Оскільки транзитний рух із внутрішньої Чорногорії до Бару проходить прямо через місто, пробки та переповнені вулиці є звичним явищем впродовж літніх місяців.
Сутоморе особливо популярний серед молоді з Сербії та решти Чорногорії, оскільки на його набережній багато барів, кафе, ресторанів швидкого харчування та нічних клубів. Також він є більш доступним, ніж «елітний» курорт Будва.

## Населення
За переписом 2011 року, в Сутоморі проживає 1004 жителі. Найближчі передмістя Брча (263), Мілєвці (340), Папані (175), Заградже (364), Зграде (512) та Заньковічі (305) були пораховані Чорногорським статистичним бюро як окремі міста, тому населення міста Сутоморе налічує близько 4000 жителів.
- Чорногорці — 932
- Серби — 821
- Інші — 251

| 72 | 177 | 206 | 553 | 765 | 1085 | 1 827 | 2 004 |

## Пам'ятки
За всю свою історію Сутоморе був під владою турків, венеційців, італійців, католиків і православних, що позначилося на різноманітності архітектурних стилів.
В 1 км на північний захід від Сутоморе, на місці середньовічного міста Нехая розташовані руїни фортеці Хай-Нехай, заснованої в XV столітті венеційцями, а пізніше, в XVI столітті, її зміцненням займалися турки. На території фортеці знаходиться церква Святого Дмитра з православним і католицьким вівтарями.
Також недалеко від міста розташована двоалтарна церква Святої Текли (була побудована у XII столітті), в якій поєднуються  православна та католицька віра. Між Баром і Сутоморе розмістилися руїни бенедиктинського монастиря Святої Марії (XI століття).
Неподалік від Сутоморе знаходяться руїни старовинної турецької фортеці Голо Брдо (Табія).
Уздовж Адріатичного моря на декілька сотень метрів простягнувся Червоний пляж, названий так через колір піску.